# Canthidium stahli
Canthidium stahli là một loài bọ cánh cứng trong họ Bọ hung (Scarabaeidae).